# 레퀴엠 (이수 & 진이의 노래)
《레퀴엠》은 엠씨 더 맥스의 보컬 이수와 럼블피쉬의 보컬 최진이가 듀엣으로 부른 디지털 싱글곡을 포함한 음반이다. 게임 레퀴엠의 주제가이기도 하다.
일본 가수 안젤라 아키의 노래인 〈Kodoku no Kakera〉가 원곡이며, 최진이가 가사를 만들어 붙인 노래이다.
본래 가수는 이수 & 진이로 되어 있으나, 엠씨 더 맥스 전 멤버가 세션에 참여하여, 엠씨 더 맥스가 불렀다고 하는 것이 옳다는 여론이 있다.

## 곡
1. 레퀴엠(Requiem)
2. 레퀴엠(Requiem) (Inst.)